# Number 1’s (альбом Мэрайи Кэри)
#1’s — первый сборник хитов американской Поп/R&B певицы Мэрайи Кэри, изданный звукозаписывающей компанией Columbia Records в Европе 17 ноября 1998 года. Первый альбом-сборник певицы содержит 13 хитов номер 1 в США согласно чарту Billboard Hot 100, а также несколько новых треков. Альбом был удостоен платиновой сертификации RIAA 5 раз в США, после того как альбом вошёл в первую пятёрку чарта Billboard 200, и лидировал во многих других чартах. Продажи #1’s были выше ожидаемых. Альбом #1’s был продан тиражом около 15 миллионов копий по всему миру.

## Об альбоме
Поскольку #1’s был предназначен для фанатов, в знак благодарности за поддержку творчества певицы, в сборник вошли новые песни, ранее не включенные ни в один предыдущий альбом. Первый трек «Sweetheart» — кавер на песню композитора и исполнителя Rainy Davis (1987), был исполнен в дуэте с сопродюсером и рэпером Jermaine Dupri, который способствовал в создании альбома «Daydream» (1995) и нескольких хип-хоп-ремиксов певицы. Впервые песня была включена в дебютный альбом Jermaine — Life in 1472 (изданный в июле 1998). Мэрайя говорила об этой записи: «Я думала о старых песнях, которые я слушала во время учёбы в школе. Это действительно милая песня. Мне, как и многим молодым девушкам, очень нравилась эта песня». Она называла оригинальную версию «Sweetheart» — «нью-йоркской песней» и говорила, что она добавила кавер-версию песни в сборник #1’s «потому что оригинальный трек не стал номером один! Но у этой версии есть шанс! Ха, ха». Другая новая песня из сборника #1’s — «When You Believe», была включена в список композиций, потому что Мерайа считала эту песню «чудом». Над песней совместно работали Уитни Хьюстон и Мэрайя Кэри.
Во время развития «All That Glitters», Мэрайя познакомилась с продюсером компании DreamWorks SKG — Jeffrey Katzenberg, который предложил певице участвовать в записи песни «When You Believe» для саундтрека анимационного фильма «Принц Египта». Мэрайя и Уитни просмотрели фильм раздельно, но обе были очень восторженны предстоящей работой.
Песня была сонаписана Stephen Schwartz и Babyface, с кем певица сотрудничала при создании альбомов «Music Box» (1993) и «Daydream». Мэрайя и Уитни записывали свои треки по отдельности, но Кэри решила перезаписать свою партию после прослушивания записи Уитни.

## Список композиций
- Версия для США

1. «Sweetheart» с Jermaine Dupri (Rainy Davis, Peter Kessler) — 4:25
2. «When You Believe» с Уитни Хьюстон (Stephen Schwartz, Babyface) — 4:36
3. «Whenever You Call» c Brian McKnight (Mariah Carey, Walter Afanasieff) — 4:23
4. «My All» (Carey, Afanasieff) — 3:52
5. «Honey» (Carey, Sean Combs, Q-Tip, Stevie J, Stephen Hague, Bobby Robinson, Ronald Larkins, Larry Price, Malcolm McLaren) — 5:00
6. «Always Be My Baby» (Carey, Jermaine Dupri, Manuel Seal) — 4:20
7. «One Sweet Day» с Boyz II Men (Carey, Michael McCary, Nathan Morris, Wanya Morris, Shawn Stockman, Afanasieff) — 4:42
8. «Fantasy» (Bad Boy remix) при участии Ol' Dirty Bastard (Carey, Chris Frantz, Tina Weymouth, Dave Hall, Adrian Belew, Steven Stanley) — 4:54
9. «Hero» (Carey, Afanasieff) — 4:20
10. «Dreamlover» (Carey, Hall) — 3:54
11. «I'll Be There» при участии Trey Lorenz (Berry Gordy Jr., Bob West, Hal Davis, Willie Hutch) — 4:25
12. «Emotions» (Carey, David Cole, Robert Clivillés) — 4:10
13. «I Don't Wanna Cry» (Carey, Narada Michael Walden) — 4:49
14. «Someday» (Carey, Ben Margulies) — 4:07
15. «Love Takes Time» (Carey, Margulies) — 3:49
16. «Vision of Love» (Carey, Margulies) — 3:31
17. «I Still Believe» (Antonia Armato, Giuseppe Cantarelli) — 3:56

- Версия не для США (не включает песню «I Don’t Wanna Cry»)

17. «Without You» (Peter Ham, Tom Evans) — 3:35
18. «Do You Know Where You’re Going To?» (Theme from Mahogany) (Michael Masser, Gerald Goffin) — 3:47 (Версия только для Филиппин)
18. «All I Want for Christmas Is You» (Carey, Afanasieff) — 4:01 (Версия только для Японии)

## Творческая группа
- Мастеринг — Bob Ludwig
- Художественное руководство — Chris Austopchuk
- Художественное оформление и дизайн: Alice Butts
- Фотография обложки — Wayne Maser
- Фотография на обратной стороне буклета — Michael Thompson
- Редактирование фотографий — Laurence Galud

## Позиции в чартах, продажи и сертификации
| Страна         | Чарт       | Высшее место | Сертификация        | Продажи                                                     |
| -------------- | ---------- | ------------ | ------------------- | ----------------------------------------------------------- |
| По всему миру  |            |              |                     | 15,000,000                                                  |
| США            | RIAA       | 4            | 5× платиновый диск  | 4,604,5141 Архивная копия от 3 июля 2003 на Wayback Machine |
| Япония         | RIAJ       | 1            | 14× платиновый диск | 3,600,000                                                   |
| Европа         | IFPI       |              | 2× платиновый диск  | 2,000,000                                                   |
| Бразилия       |            | 4            | 5× платиновый диск  | 1,250,000                                                   |
| Франция        | IFOP       | 2            | 2× платиновый диск  | 700,000                                                     |
| Южная Корея    | RIAK       |              | 4× платиновый диск  | 400,000                                                     |
| Канада         | CRIA       | 6            | 3× платиновый диск  | 300,000                                                     |
| Италия         | FIMI       | 5            | 3× платиновый диск  | 300,000                                                     |
| Великобритания | BPI        | 10           | платиновый диск     | 378,632                                                     |
| Германия       | IFPI       | 10           | платиновый диск     | 250,000                                                     |
| Малайзия       | IFPI       |              | 10× платиновый диск | 250,000                                                     |
| Мексика        | Amprofon   |              | золотой диск        | 100,000                                                     |
| Испания        | EIM        | 7            | платиновый диск     | 100,000                                                     |
| Нидерланды     | NVPI       | 13           | платиновый диск     | 80,000                                                      |
| Швеция         | IFPI       | 8            | платиновый диск     | 80,000                                                      |
| Австралия      | ARIA       | 6            | платиновый диск     | 70,000                                                      |
| Сингапур       | RIAS       |              | 4× платиновый диск  | 60,000                                                      |
| Бельгия        | IFPI       |              | платиновый диск     | 50,000                                                      |
| Норвегия       | IFPI       | 6            | золотой диск        | 30,000                                                      |
| Швейцария      | Hit Parade | 3            | золотой диск        | 25,000                                                      |
| Австрия        | IFPI       | 6            | золотой диск        | 15,000                                                      |
| Новая Зеландия | RIANZ      | 13           | платиновый диск     | 15,000                                                      |
| Венгрия        | MAHASZ     | 15           |                     |                                                             |

1 Это число продаж зафиксировано совместно Nielsen SoundScan и Sony BMG.